# 圣詹姆斯 (纽约州)
聖詹姆斯（英語：St. James）是位於美國紐約州薩福克縣的一個小村莊和人口普查指定地區。在2020年的人口普查中，CDP的人口為13,487人。聖詹姆斯是史密斯敦鎮的一部分，位於長島北岸。郵政編碼為11780。
在20世紀初，聖詹姆斯是舞台和銀幕上層人士的熱門度假勝地。夏季居民包括賴尼爾·巴利摩、埃塞爾·巴里摩爾和约翰·巴里摩爾、巴斯特·基頓、瑪娜·洛伊和歐文·柏林等。小村莊的著名人物包括建築師斯坦福·懷特；紐約州最高法院法官兼紐約市市長William Jay Gaynor；職業摔跤手米克·佛利；電視名人Soledad O'Brien；肉卷的鼓手John Miceli；和John Petrucci，夢劇場的首席吉他手。
許多這些19世紀的建築都位於紐約州25A號公路沿線，也被稱為北部鄉村公路。其中包括聖詹姆斯聖公會教堂，它是1850年代小村莊名字的來源。1873年，聖詹姆斯鐵路站成立。這座歷史悠久的車站雖然很小，但卻是長島鐵路上第二古老的車站。